# ATC code B06
ATC code B06 سایر عوامل خونی زیرگروهی درمانی از سیستم طبقه‌بندی شیمیایی درمانی آناتومیک است. این سیستمِ متشکل از کدهای حرفی‌عددی را سازمان جهانی بهداشت برای طبقه‌بندی داروها و سایر تولیدات پزشکی ایجاد کرده است. زیرگروه B06 جزوی از گروه آناتومیک B خون و اُرگان‌های خون‌ساز است.

کدهای مورد استفاده در دامپزشکی (کدهای ATCvet) را می‌توان با گذاشتن حرف Q جلو کدهای انسانی ATC ایجاد کرد: مثلاً QB06. 
ممکن است نسخه‌های ملی از طبقه‌بندی ATC حاوی کدهای اضافه‌ای باشند که در این فهرست (نسخهٔ سازمان جهانی بهداشت) نیامده باشند.

## B06A سایر عواملخونی

### B06AAآنزیم‌ها
B06AA02 فیبرینولیزین and دئوکسی‌ریبونوکلئاز
B06AA03 هیالورونیداز
B06AA04 کیموتریپسین
B06AA07 تریپسین
B06AA10 دئوکسی‌ریبونوکلئاز
B06AA55 استرپتوکیناز, combinations

### سایر محصولات خونی
B06AB01 هماتین

### B06AC Drugs used inhereditary angioedema
B06AC01 بازدارنده C1, plasma derived
B06AC02 ایکاتیبانت
B06AC03 Ecallantide
B06AC04 بازدارنده C1